# ラ・クンパルシータ
『ラ・クンパルシータ』（La Cumparsita）は、ウルグアイのヘラルド・エルナン・マトス・ロドリゲス（Gerardo Matos Rodríguez、1897年 - 1948年）が作曲した、タンゴを代表するグァルディア・ビエハ(古典曲)。

## 概要
この曲は、ロドリゲスが17歳の時に作曲された。行進曲のつもりで作曲したのが、タンゴとなることが分かったので、タンゴ楽団に演奏を持ちかけることとなる。アルゼンチンの著名なロベルト・フィルポ楽団が、中間部を付け加えて再構成し、モンテビデオのカフェ「ラ・ヒラルダ」 La Giralda で世界初演した。曲名は、イタリア語の「Comparsa(仮装行列)」に由来し、カーニバルに参加する仮装行列のために作曲した。ラプラタ・タンゴを代表する曲として、またウルグアイでは「タンゴの国歌」として愛されている。
ABACAによるロンド形式、すべて短調で構成されているこの曲は、どの楽団でも食指が動くものらしく、多種多様な演奏を聴くことができる。原詩はごく短く、歌詞をつけないで演奏される場合が多いが、作曲者のヘラルド・エルナン・マトス・ロドリゲスによる歌詞の他、後にアルゼンチン人のパスクアル・コントゥルシと エンリケ・マローニの共作とされる歌詞があり、後者のほうがよく聴かれる。このように、作曲や誕生地はウルグアイであり、第二の国歌とされるほど親しまれているが、アルゼンチン・タンゴの代表曲でもあり、最も普及した歌詞もアルゼンチン人によるものであるため、しばしば対立の激しい双方によって自国の音楽であると主張される。

## 受容
日本においても、1980年と1988年のNHK紅白歌合戦で、菅原洋一によって歌われた。アルゼンチン・タンゴのみならずコンチネンタル・タンゴでもレパートリー化されているため、多くの人に知れ渡っている。日本のaudioparkで島崎長次郎監修による「ラ・クンパルシータ全集」が発売されたが、すべてのラ・クンパルシータが網羅されているわけではない。(坂本政一とオルケスタ・ティピカ・ポルテニヤの演奏がない。)
ファン・ダリエンソは生涯で7回録音しており、それらが全て入手できることから、最もこの曲の受容に貢献した。

## 編曲
元の原曲はメロディーに古典和声のI IV Vに相当するコードネームがついているだけで、あとは何もないまっさらな楽曲であったため、原曲通りのコードに演奏することはほぼまったくなくなってしまっている。原曲は四小節構造の中に二小節もIまたはVが続く「最も伝統的なタンゴの様式」を踏襲したものである。世間に出回ったABACAヴァージョンがフィルポの設計した構造だが、原曲はAだけである。フィルポが1917年に世界初録音を果たした際は、編成にフルートが入っている。
カナロ楽団やダリエンソ楽団でみられる有名なカウンターベースも、フィルポの編曲譜にはない。Aメロをすべてカットする(Pugliese)、カデンツァを入れる(Francini=Pontier)、インプロヴィゼーションを入れる(Salgan)、コルレーニョを入れる(Canaro)、フルオーケストラにする(Mores)など、著名楽団ではこれらの編曲技術が聞きものになっている。今日ではCの部分の終止直前にドッペルドミナント(借用和音)を入れてコクを効かせるのが慣例になってしまっているが、これもフィルポの時代にはなかったことである。詠唱をいれる(De Angelis)といった珍しいケースもある。
この作品の録音は弦楽器演奏の伝統を物語るものになっている。1920年代は弦楽器のポジション移動にともなうグリッサンドをほとんどの楽団が行っているが、1950年代以降はほとんど見られなくなる。1960年代以降はゆっくりかかっていたヴィブラ―トすらもほとんど快速になっている。
特に演奏の最終部でAの変奏（バリアシオン）を聴かせるのが各楽団の腕の見せ所であり、その変奏スタイルの多くは共通するものが多い。ファン・ダリエンソ楽団のバンドネオンのバリアシオンは演奏の最後ではなく、沈黙で断ち切られる変奏スタイルにも独創性があり、多くの楽団で継承されている。フランシスコ・カナロ楽団でも、32分音符によるきらびやかなものではなく、独自の変奏である。最近ではこれらの影響を脱した若手楽団による演奏も紹介されている。
原曲は終止に「黒ネコのタンゴ」でみられる定型下降スケールが入っている。これを守っている楽団はモダンタンゴ時代ほとんどない状態であったが、VALINOR QUARTETのようにピリオドタンゴを参照した楽団が、再評価して復元することもある。世界初録音から100年を過ぎた現在も、タンゴ楽団のアルバムやコンサートでは必ずと言ってよいほど演奏されて24時間365日常に世界のどこかで必ず演奏されているとの伝説もあるほど最も有名なタンゴの一つである。